# Charlie's Angels: Uden hæmninger
 Denne artikel omhandler filmen fra 2003. Opslagsordet har også en anden betydning, se Charlie's Angels (flertydig).
Charlie's Angels: Uden hæmninger er action/komedie film fra 2003 og efterfølgeren til Charlie's Angels fra 2000. Den havde premiere i USA og Danmark den 27. juni 2003 og lå som nr. 1 på box office listen den første uge, og fik en total indtjening verdenen over på $259 mio.
Filmen blev instrueret af Joseph McGinty Nichol og medvirkende var Cameron Diaz, Drew Barrymore, Lucy Liu (som de tre Engle; Natalie, Alex og Dylan) med Bernie Mac (som Jimmy Bosley, plejebror til John Bosley, spillet af Bill Murray i den første film) og Demi Moore. John Forsythe vendte atter tilbage som den kendte stemme som Charlie, og Crispin Glover genoptog også sin rolle som "Den Tynde Mand" fra den første film. John Cleese, Matt LeBlanc, Luke Wilson, Justin Theroux, Shia LaBeouf, Rodrigo Santoro og Robert Patrick optræder også.

## Handling
Filmen starter på en bar i det nordlige Mongoliet, hvor politikeren Ray Carter er blevet taget til fange. Alex kommer nu frem og befrier ham og søger nu op fra kælderen hvor de er. Oven på er der fest og hvor Dylan er tæt på at blive opdaget, da Natalie pludselig træder ind forklædt som en naiv og let påklædt ung dame. Pigernes afledningsmanøvre mislykkedes og de ender med at flygte.
Tilbage på Townsend bliver pigerne nu mødt af Bosley, der har overtaget sin plejebror John Bosleys plads, som pigernes genvej til Charlie. Snart ringer Charlie og pigerne bliver sat ind i sagen om de to forsvundne HALO-ringe, der indeholder oplysninger om mennesker, der er i landets vidnebeskyttelsesprogram. Ray Carter fik stjalet den ene af de to ringe under hans ophold i Mongoliet, og den anden ring er tidligere på dagen også blevet stjalet. Da pigerne så får at vide at en person, der var under vidnebeskyttelse er blevet slået ihjel, tager de ud til gerningsstedet, hvor de regner ud at morderen er en surfer med en ældre knæskade.
På hjemmefronten hos Natalie går det godt. Hun er lige flyttet sammen med hendes kæreste Peter, og da Alex og Dylan står og forsøger at lokaliserer morderen, snakker de om Natalie og eventuelle afløsere. Det er også her englene møder den legendariske engel, Madison Lee, der på overfladen ser ud til at være god nok. Pludselig opdager den mulige morder og Natalie sætter efter ham, og ganske rigtig så er det ham.
Pigerne får nu at vide at morderen går efter det næste offer, hvilket fører dem til byens knallertbane "Kulbanen", hvor de tror at han går efter en der kalder sig Leo. Pigerne finder begge personer, men inden de når at fange morderen, dukker en gammel bekendt op og dræber ham. "Den Tynde Mand" er tilbage og bliver draget ind i det. På morderen finder de billeder af personer – og også et af Dylan, men hvor der står hun hedder Helen Zaas. Pigerne opdager nu også at den såkaldte Leo er en forældreløs dreng på kun 15 år, og de vælger at tage ham med tilbage til Townsend.
Her får de sandheden at vide om Dylan, der fortæller at da hun var ung, var hun kærester med Seamus O'Grady (som i den fiktive O'Grady mafia familie), der på et tidspunkt imens hun ser det, dræber en. Hun vælger derfor at vidne imod ham, og kommer under vidnebeskyttelse som Dylan Sanders. De finder også ud af at Leo er under vidnebeskyttelse, fordi hans forældre også vidnede mod O'Grady-familien på et tidspunkt. Leo og "Den Tynde Mand" har også en forbindelse til hinanden, idet de boede på det samme børnehjem da de var små. "Den Tynde Mand" blev som barn fundet udenfor i regnen, højest sandsynligt efterladt af et cirkus, og ikke engang dengang talte han.
Englene får nu et tip om hvor ringene befinder sig, og efter et besøg på "Skattekisten", hvor de agerer The Pussycat Dolls, finder de frem til ringene – men som de tror de har vundet, tropper Seamus pludselig op. Han er blevet løsladt og er ude efter hævn over Dylan. Englene og O'Gradys mænd kæmper nu, og pigerne formår at slippe helskindet væk.
Nu tager Dylan den tunge beslutning at forlade Charlie's Angels, fordi hun er bange for at Seamus vil gøre dem ondt, hvis hun er sammen med dem. Alex og Natalie er nu på egen hånd, og da de får tippet om hvor bagmanden bag det hele er, så tropper de to op og ser Ray Carter blive skudt. Så afsløres det at planlæggeren bag det hele er selveste Madison Lee, der kun ønsker at overtage Townsend og dræbe Charlie. Netop som de skal at slås kommer Dylan tilbage og hjælper dem.
Madison Lee skyder nu pigerne, og netop som man tror de er døde alle tre, vågner de op og vi finder ud af at de havde skudsikre veste på. Natalie regner nu ud, hvor O'Grady, Madison og resten af skurkene vil mødes, og de tre piger forklæder sig og tager på mission. Dette bliver nu til et opgør mellem alle parter, hvor det ender med at englene når tilbage til Alex' kæreste filmpremiere og Peter fortæller Natalie at han har købt en hundehvalp til dem.

## Rolleliste
- Cameron Diaz – Natalie Cook
- Drew Barrymore – Dylan Sanders
- Lucy Liu – Alex Munday
- Bernie Mac – Jimmy Bosley
- Crispin Glover – "Thin Man"
- Robert Patrick – Ray Carter
- Demi Moore – Madison Lee
- Shia LaBeouf – Max
- Matt LeBlanc – Jason
- Luke Wilson – Pete
- John Cleese – Mr. Munday
- Eric Bogosian – Alan Caulfield
- Andrew Wilson – polis
- Jaclyn Smith – Kelly Garrett
- Bruce Willis – William Rose Bailey
- John Forsythe – Charlie (endast röst)

## Indtjening
Filmen indtjente $100,9 mio. ved den amerikanske box office og var nødt til at regne med god indtjening udenlands for at kunne skabe profit.
Trods efterfølgerens store indhold af vilde stunts og special effects, så blev den modtaget blandet hos anmelderne, idet de mente at nogle af englenes evner var lige i overkanten (fx der hvor Dylan opdager et fodaftryk på gulvet, og kan fortælle at det er specielfremstillet og kun kunne fås i en bestemt butik, i en bestemt by og i en bestemt tidsperiode)

## Trivia
- Courtney Love, en af Drew Barrymores nære venner, blev tilbudt rollen som Madison Lee, men efter at have fået en abort under optagelserne til Trapped, sagde hun nej.
- Dita Von Tesse bliver i rulleteksterne vist under "Special Thanks", fordi Dita tillod at Cameron lavede "Dancing In The Martini"-scene, en optræden som Dita er meget kendt for.
- Titlen til filmen, der blev brugt under optagelserne var Charlie's Angels: HALO.

## Eksterne links
- Charlie's Angels: Uden hæmninger på Internet Movie Database (engelsk)
- Charlie's Angels: Uden hæmninger på Filmdatabasen
- Charlie's Angels: Uden hæmninger på Scope
- Charlie's Angels: Uden hæmninger i Svensk Filmdatabas (svensk)
- Charlie's Angels: Uden hæmninger på AlloCiné (fransk)
- Charlie's Angels: Uden hæmninger på MovieMeter (nederlandsk)
- Charlie's Angels: Uden hæmninger på AllMovie (engelsk)
- Charlie's Angels: Uden hæmninger hos American Film Institute (engelsk)
- Charlie's Angels: Uden hæmninger på Turner Classic Movies (engelsk)
- Charlie's Angels: Uden hæmninger på The Movie Database (engelsk)